# Borsa de Hong Kong
La Borsa d'Hong Kong (en anglès: Hong Kong Stock Exchange, en xinès: 香港聯合交易所 o 聯交所) és la borsa de valors de Hong Kong. Té una capitalització de 10.000.000 milions de dòlars de Hong Kong (1.300.000 milions de dòlars USD).
És una de les borses més grans d'Àsia i la novena més gran del món per capitalització borsària a l'agost de 2024. L'intercanvi té un paper crucial en connectar inversors internacionals amb empreses de la Xina continental, i serveix com a plataforma important per a la captació de capital. A diferència dels intercanvis de la Xina continental, opera sota el marc regulador diferent de Hong Kong, que permet un major accés als inversors estrangers.
La borsa és propietat (a través de la seva filial Stock Exchange of Hong Kong Limited) de Hong Kong Exchanges and Clearing Limited (HKEX), una societat holding que també cotitza (SEHK: 388) i que el 2021 es va convertir en l'operador de borsa més gran del món, en termes de capitalització de mercat, superant el CME Group, amb seu a Chicago. Una enquesta de 2021 va informar que aproximadament el 57% dels adults de Hong Kong tenien diners invertits a la borsa. L'espai de negociació físic a Exchange Square es va tancar l'octubre de 2017.

## Principals companyies per capitalització
Font: HKEX, en bilions de dòlars de Hong Kong, Dades de 2018
1. Tencent Holdings: $4,118.93
2. Industrial and Commercial Bank of China: $2,877.98
3. China Construction Bank: $2,167.39
4. Bank of China: $1,803.12
5. PetroChina: $1,715.53
6. Agricultural Bank of China: $1,641.43
7. HSBC Holdings: $1,629.79
8. Ping An Insurance: $1,547.81
9. China Mobile: $1,509.04
10. China Merchants Bank: $991.75
11. Bank of Communications: $985.55
12. China Life Insurance Company: $844.57
13. Postal Savings Bank of China: $676.41
14. China National Offshore Oil Corporation: $492.91
15. China Minsheng Bank: $420.11
16. BOC Hong Kong (Holdings): $412.34
17. China Pacific Insurance Company: $404.37
18. CK Hutchison Holdings: $377.47
19. CITIC Bank International: $367.82